# Андромаха
Андромаха (на гръцки: Ἀνδρομαχη) е съпругата на Хектор. Неин баща е Еетион, царя на мизийския град Тива Плакийска. По време на Троянската война, Тива е превзета и разорена от Ахил, който убива Еетион и седемте братя на Адромаха.
В „Илиада“ Андромаха е представена като вярната и любяща жена на Хектор, която предчувства грозящата го опасност и горчиво го оплаква след смъртта му. По време на Троянската война, Хектор е убит от Ахил. От Хектор, Андромаха има син на име Астианакс, който е убит от сина на Ахил – Неоптолем. Неоптолем взема Андромаха като наложница, а брата на Хектор – Хелен за роб. От Неоптолем, Андромаха има трима сина, сред които Молос и Пергам.

Когато Неоптолем умира, Андромаха се жени за Хелен, брата на Хектор и става царица на Епир. В Епир Андромаха среща тръгналия да странства Еней. След смъртта на Хелен, тя се връща в родната Мизия и там Пергам основава града, наречен по-късно на него.